# George J. Terwilliger
George J. Terwilliger III (* 5. Juni 1950 in New Brunswick, New Jersey) ist ein US-amerikanischer Jurist, der auch stellvertretender US Attorney General war.

## Leben
Nach dem Schulbesuch studierte Terwilliger zunächst an der Seton Hall University und beendete dieses Studium 1973 mit einem Bachelor of Arts (B.A.). Ein anschließendes postgraduales Studium der Rechtswissenschaften an der Law School der Antioch University schloss er 1978 mit einem Juris Doctor (J.D.) ab.
Nach seiner anschließenden anwaltlichen Zulassung im District of Columbia 1978 war er als Rechtsanwalt tätig und erhielt darüber hinaus 1982 auch Zulassungen für den Obersten Gerichtshof der Vereinigten Staaten sowie für den Bundesstaat Vermont. Während seiner Zeit als Anwalt engagierte er sich auch in juristischen Organisationen wie der American Bar Association und war auch Mitglied des Beratungsgremiums für Rechtspolitik der Washington Legal Foundation sowie des Rechtsberatungsgremiums des National Legal Center for the Public Interest. Darüber hinaus war er zeitweise auch Rechtsberater des Mischkonzerns Tyco International.
Anschließend wurde er 1986 als Nachfolger von George Cook Bundesstaatsanwalt für den Bezirk Vermont und übte dieses Amt bis 1990 aus. Danach war er von 1991 bis 1993 als US Deputy Attorney General stellvertretender Justizminister in der Regierung von US-Präsident George Bush. Nach seinem Ausscheiden aus dem Regierungsdienst war er wieder als Rechtsanwalt tätig und ist seit 2004 Partner von White & Case, einer Wirtschaftskanzlei, die weltweit in 25 Ländern tätig ist. Darüber hinaus ist Terwilliger seit 2006 Mitglied des Board of Directors der DynaMotive Energy Systems Corporation.